# Bad Arolsen
Bad Arolsen (1997-ig Arolsen) német kisváros Hessen tartományban, Waldeck-Frankenberg járásban.

## Fekvése
A városközpont mintegy 45 km-re nyugatra fekszik Kassel-től.
Bad Arolsen 1655–1918-ig a waldeck-pyrmonti hercegek székvárosa volt, 1929-ig pedig a Waldecki Szabad Állam fővárosa.
A város az Oranier-Routenak nevezett német-holland ünnepi útvonalon fekszik, mely azokat a városokat és régiókat köti össze, melyek az Orániai-dinasztiával kapcsolatosak.

### Éghajlat
A városban ősszel sokszor ködösek a reggelek. Télen gyakoriak a havazások.

### Szomszédos helységek
Bad Arolsen északon határos Diemelstadttal, északkeleten Volkmarsennel, délkeleten Wolfhagennel, délen Waldeckkel, délnyugaton Twistetallal és nyugaton Diemelseevel és Marsberggel.

### Hozzácsatolt helységek
- Braunsen, 190 lakos
- Bühle, 124 lakos
- Kohlgrund, 263 lakos
- Helsen, 2128 lakos
- Landau, 1148 lakos
- Massenhausen, 552 lakos
- Mengeringhausen, 3768 lakos
- Neu-Berich, 242 lakos
- Schmillinghausen, 505 lakos
- Volkhardinghausen, 132 lakos
- Wetterburg, 903 lakos

## Története
Oklevélben először 1131-ben említik, amikor egy augusztiniánus apácazárda telepedett le. A zárdát 1526-ban szekularizálták és 1655-ben a waldecki gróf (később herceg) székhelye lett. 1710-ben lebontották és helyébe egy barokk épületet emeltetett (1713–1728) Frederik Anton Ulrich herceg (1676–1728).
1918 és 1929 között Waldeck-Pyrmont Szabad Állam fővárosa volt, melyet később Poroszországhoz csatoltak.
Bad Arolsenben van a Nemzetközi Nyomozó Szolgálat archívuma, ahol több millió dokumentumot őriznek a nácik megsemmisítő tevékenységéről, melyet zsidók és más nemzetiségek ellen követtek el. Ez a szervezet a Nemzetközi Vöröskereszt részeként működik.

## Kultúra és látnivalók

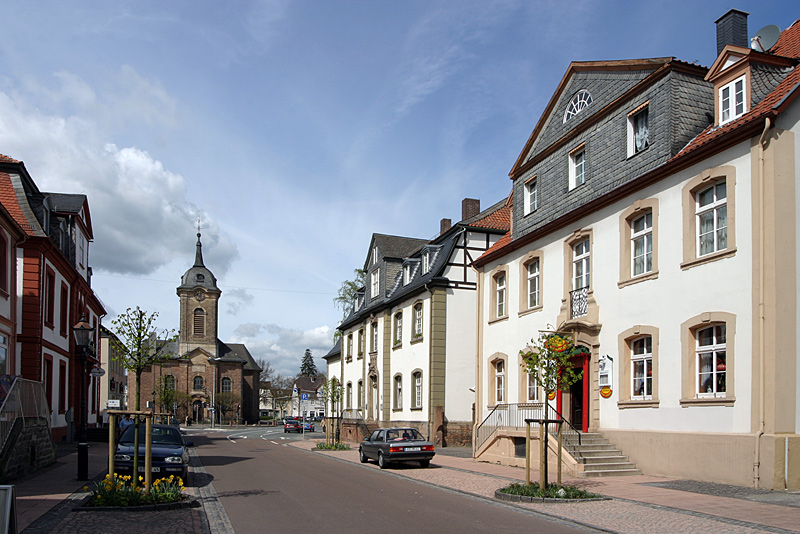
Belváros

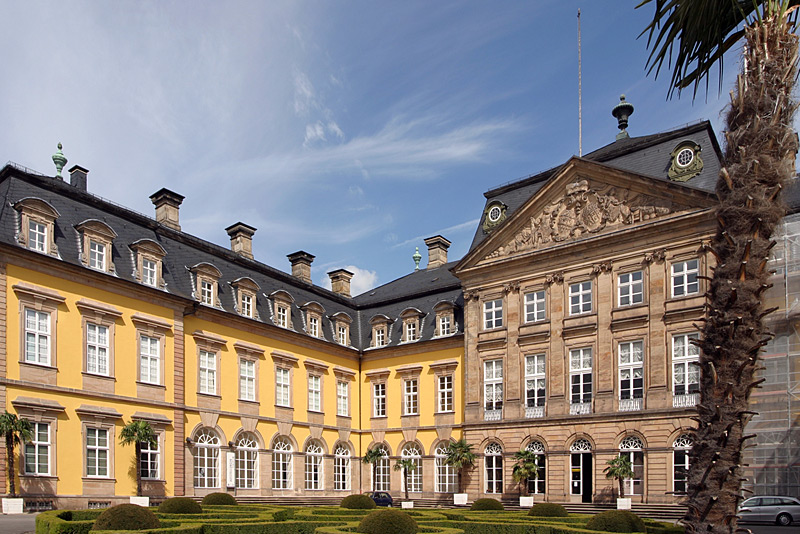
Hercegi kastély

### A város
Figyelemreméltó a városközpont egységes barokk stílusa a hercegi palota közelében. Eredetileg úgy tervezték, hogy a város a hercegi kastélytól keletre és nyugatra szimmetrikusan fog felépülni, de a tervet soha nem vitelezték ki, miután a nyugati oldal elkészült, elfogyott a pénz a keleti oldalra. Néhány műemlék épületet a megvalósultakból a törvény véd. 1999 óta a teljes városkép védelem alatt áll.

### Épületek
- A barokk hercegi palota, a Schloss Arolsen, mely eredetileg a waldeck-pyrmonti herceg tulajdona volt és a hercegeknek ma is szállást ad mindaddig, míg a dinasztia fiúutódokkal rendelkezik, Julius Ludwig Rothweil tervei szerint 1713–1728 között épült. Figyelmet érdemelnek a Carlo Ludovici Castelli olasz mester készítette mennyezeti festmények és Andrea Gallasini kitűnő stukkói.
- A Landauer Wasserkunst, középkori vízmű, mely a védelmi okok miatt hegytetőre épült és városfallal körülvett Landau városkát látta el vízzel, 1555-ben létesült és a mai napig működik.

### Kirándulóhelyek
A legismertebb kirándulóhely Bad Arolsen környékén a Twistesee mesterséges víztározó, mely a Twiste folyó felduzzasztásával létesült.

### Testvérvárosok
- Németország Bad Köstritz,
- Belgium Heusden-Zolder
- Egyesült Államok Hermann
- Németország Klütz

## Kuiltúra és látnivalók

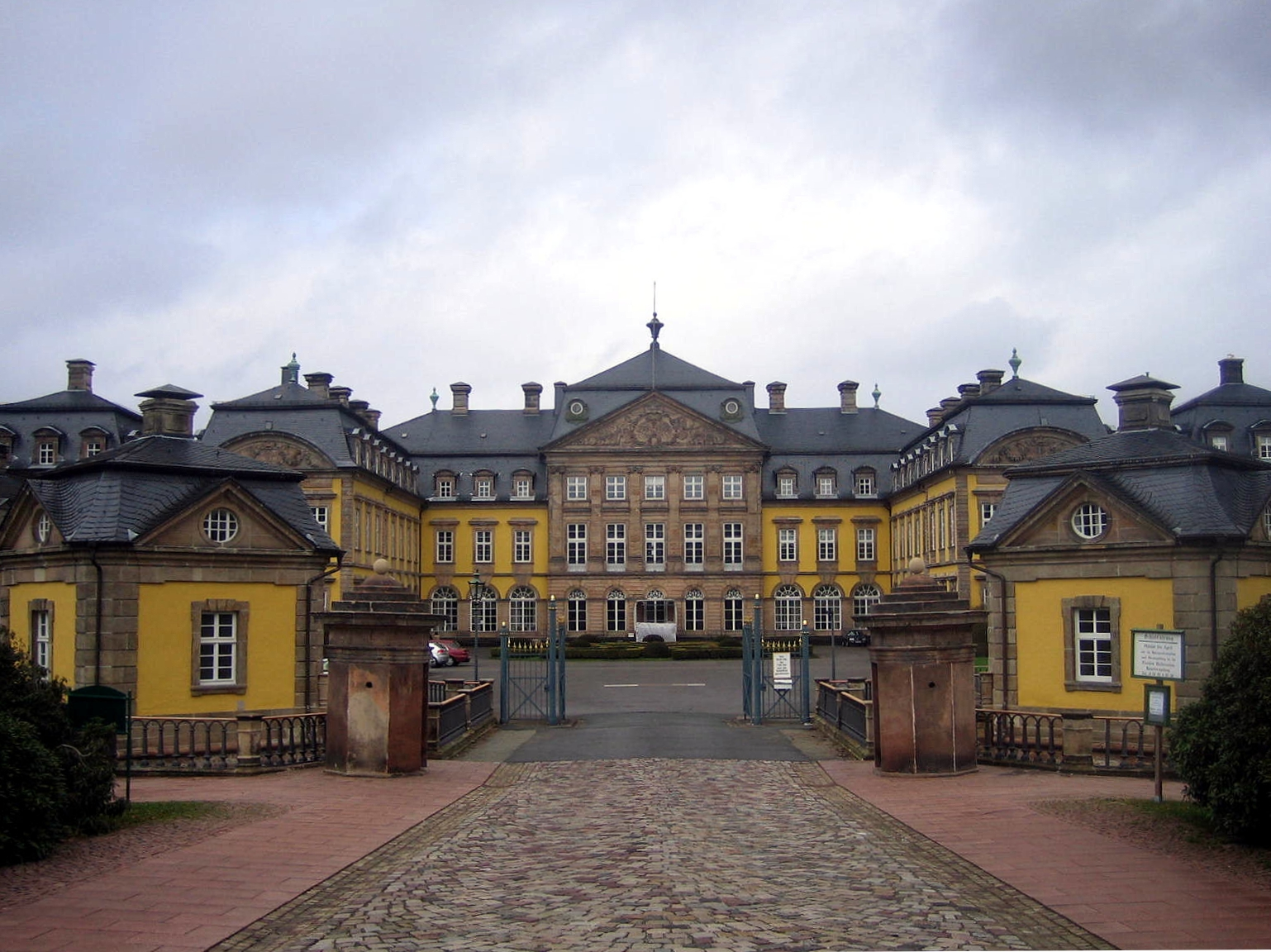
Arolseni kastély

### Múzeumok
A város egyik legnagyobb múzeuma a Christian Daniel Rauch-Múzeum.
Massenhausenben egy játékmúzeum található.

## A város híres szülöttei
- August Bier, sebész
- Christine Brückner, írónő
- Henning Grieneisen, labdarúgó
- Walther Herwig, a német mélytengeri halászat megalapítója
- Friedrich Kaulbach, festő
- Wilhelm von Kaulbach, festő
- Rudolf Klapp, ortopéd
- Tim Korschewsky, kenus
- Rolf Kunisch, Beiersdorf AG vezetője
- Philipp Nicolai, költő, reformátor
- Peter Pagé, Software AG, Siemens Nixdorf AG vezetője
- Christian Daniel Rauch, szobrász
- I. György Viktor waldeck–pyrmonti herceg
- Walter Scholz, trombitás
- Albert Steinrück, színésznő
- Johann Stieglitz, orvos
- Heinrich Wilhelm Stieglitz, költő
- Adelheid Emma Wilhelmina Theresia von Waldeck-Pyrmont, holland királyné
- Frigyes waldeck–pyrmonti herceg
- Josias Erbprinz von Waldeck-Pyrmont, SS-parancsnok
- Christian Philipp Wolf, szobrász